# International Test Commission
Die International Test Commission, Internationale Testkommission, Abkürzung ITC, ist eine internationale Vereinigung nationaler psychologischer Fachgesellschaften und Testkommissionen, von Test-Verlagen und anderen Organisationen und Personen mit dem Ziel der Qualitätssicherung auf dem Gebiet der Psychologischen Diagnostik. Sie wurde 1976 offiziell gegründet.

## Aufgaben
Gegenstand der Arbeit ist die Qualitätssicherung bei Entwicklung, Anwendung und Auswertung von psychodiagnostischen Instrumenten (auch im Bildungsbereich). Regelmäßige Konferenzen und ein Newsletter dienen dem Informationsaustausch, Testen sowie diesbezüglicher Computernutzung Qualitätsrichtlinien für Tests wurden erstellt, die von vielen nationalen Fachgesellschaften als bindend anerkannt worden sind.
Mitglied als „Full Member“ kann pro Land eine nationale psychologische Fachorganisation werden, welche dann die Fachinteressen für dieses Land vertritt. Daneben sind „Affiliate Members“ (Verlage, Testorganisationen) und „Individual Members“ (Einzelpersonen) vertreten.
Die ITC gibt die Zeitschrift International Journal of Testing (IJT) mit vier Heften pro Jahr heraus, die Themen der Forschung, Theorie und Praxis psychologischer Diagnostik umfasst. Sie ist peer-reviewt.
Außerdem erscheint halbjährlich "Testing International, der Newsletter (Nationale und internationale Projekte, neue Testentwicklungen, kürzlich veröffentlichte Bücher und Artikel, kommende Konferenzen und Workshops sowie weitere Themen der Organisationen).
Im Abstand von 2 Jahren finden in der Regel dreitägige internationale ITC-Konferenzen statt, die jeweils wichtigen Leit-Themen der Psychodiagnostik gewidmet sind, dennoch ein breites Programm aufweisen.
Die ITC erarbeitet Richtlinien (Guidelines) für die Qualitätssicherung, die weltweit im Fach Anerkennung finden:
- The ITC Guidelines on Adapting Tests (Adaptation, z. B. in andere Sprachen)
- The ITC Guidelines on Test Use (Anwendungsstandards für Tests)
- The ITC Guidelines on Computer-Based and Internet-delivered Testing (Besondere Richtlinien für IT-bassierte Diagnostik)
- The ITC Guidelines on Quality Control in Scoring, Test Analysis and Reporting of Test Scores (Qualitätskontrolle bei Auswertung, Testanalyse und Ergebnisbericht)
- The ITC Guidelines on the Security of Tests, Examinations, and Other Assessments („Testschutz“)
- The ITC Guidelines on Practitioner Use of Test Revisions, Obsolete Tests, and Test Disposal (Umgang mit Testrevisionen, veralteten Tests und Testentsorgung)

## Geschichte
Die Gründung geht auf die Initiative des Schweizer Professors Jean Cardinet zurück, der ein Konzept zur ethischen Anwendung von Tests auf der Generalversammlung der Schweizer Gesellschaft für Psychologie 1968 vorstellte.
1971 hat der Schweizerische Berufsverband für Angewandte Psychologie Regeln zur Qualitätssicherung und gegen Testmissbrauch erarbeitet. Cardinet regte an, dass in allen Ländern, die Tests anwenden, nationale Testkommissionen gegründet werden.
Seinem Konzept stimmte die International Association of Applied Psychology (IAAP) 1971 zu. 1974, existierten 15 nationale Testkommissionen.
1975 hat sich eine Arbeitsgruppe der zukünftigen ITC getroffen, um ein Statut zu erarbeiten und erste Initiativen zu starten (u. a. eine Übersicht über Tests und ihre Merkmale).
Die ITC wurde dann 1976 während des Weltkongresses der International Union of Psychological Science (IUPsyS) offiziell gegründet, wo das Statut provisorisch angenommen wurde.